# Dromihete
Dromihete (sau Dromichaetes; greaca veche: Δρομιχαίτης) a fost conducătorul geților de pe ambele maluri ale Dunării (în prezent în România si Bulgaria) în jurul anului 300 î.Hr.
Cronicarii antici (Diodorus Siculus, Polybius, Plutarch, Pausanias) au consemnat victoria geților conduși de Dromihete împotriva lui Lysimachus, Regele Traciei, fost general al lui Alexandru Macedon. Lisimah organizează în anul 300 î.Hr. o expediție împotriva lui Dromihete, care sprijinise lupta coloniilor elene de pe litoralul Mării Negre. Campania condusă de Agatocle, fiul lui Lisimah, se încheie cu un eșec total: armata elenistică este înfrântă iar Agatocle făcut prizonier.
Opt ani mai târziu, Lisimah conduce personal o nouă ofensivă în ținuturile din nordul Dunării. Undeva în Câmpia Munteană, armata lui Lisimah cade în cursă, monarhul fiind făcut prizonier și dus la Helis, cetatea de scaun a lui Dromihete.
Remarcabil la Dromihete a fost diplomația sa. După ce l-a capturat pe Lysimachus (în 292), Dromihete a făcut un festin simbolic pentru acesta si generalii săi. Ei au fost tratați cu cea mai buna mâncare servită în farfurii de aur, în timp ce geții au mancat modest, în vase de lemn. Mesajul care se dorea a fi transmis de Dromihete era: "Daca aveti toate bogatiile acestea la voi in Macedonia, de ce vreti sa veniti la noi si sa ne cuceriti?" In cele din urmă Lysimachus a fost eliberat si i s-au oferit daruri generoase, pacea dintre geți si macedoneni fiind întărită prin mariajul dintre Dromihete și fiica lui Lysimachus.